# Оно, Тайити
 Тайити Оно  (яп. 大野 耐一 О:но Тайити, 29 февраля 1912 — 28 мая 1990) — японский инженер и менеджер, с 1978 года — председатель совета директоров компании «Тоёта босёку».

## Жизнеописание
29 февраля 1912 года Тайити родился в городе Дайрен на территории занятой Японией после русско-японской войны Квантунской области. Выпускник Нагойского политехнического института.
Тайити Оно был сотрудником корпорации Toyota и постепенно поднялся по служебной лестнице до руководителя компании. Будучи инженером, Тайити Оно разработал систему управления запасами и организации производства «канбан», бережливое производство (метод «Lean»), метод «Точно в срок» (англ. just-in-time). Этой системы компания придерживается до сих пор.
В 1932 году после окончания института он начал работать в «Тоёта босёку», а в 1943 году перешел на завод Toyota Motor и занялся совершенствованием процесса производства автомобилей. В Toyota Тайити Оно занялся инновационной системой решения проблем, которая стала стержнем Производственной системы Тойоты. Он был назначен начальником машинного цеха в 1946, который впоследствии стал лабораторией, где была изобретена система канбан, и развивалась система поточного производства.
В 1949 году Тайити Оно был назначен начальником механического цеха, в 1954 занял пост директора, управляющим директором в 1964, старшим управляющим директором в 1970, и исполнительным вице-президентом компании в 1975 году. Он покинул Toyota в 1978 году, однако продолжил работу в консалтинге. Кроме того, после ухода из Toyota он работал советником в Toyoda Gosei и был в совете директоров Toyoda Boshoku — предприятии, где он начинал карьеру.
В начале 1950-х годов, когда умер Киитиро Тоёда, Тайити Оно задумал, а затем создал систему управления производством («канбан»), с помощью которой японцы сумели исключить из процесса производства любые виды потерь.
В середине 1950-х годов он начал выстраивать особую систему организации производства, названную производственная система Тойоты или Toyota Production System (TPS). Научные разработки, как в области управления, так и технического перевооружения, всегда ценились на этом предприятии очень высоко. На 50-е годы приходится наибольшая активность Toyota в этой сфере.

## Бережливое производство
Тайити Оно считается основоположником производственной системы Тойоты, на основе которой была сформулирована концепция бережливого производства. Значительный вклад в развитие идей производственной системы Тойоты внёс соратник и помощник Тайити Оно — Сигео Синго, который создал в числе прочего метод SMED.